# Корнијон Конфу
Корнијон Конфу (фр. Cornillon-Confoux) насеље је и општина у Француској у региону Прованса-Алпи-Азурна обала, у департману Ушће Роне која припада префектури Екс ан Прованс.
По подацима из 2011. године у општини је живело 1342 становника, а густина насељености је износила 89,77 становника/km². Општина се простире на површини од 14,95 km². Налази се на средњој надморској висини од 110 метара (максималној 190 m, а минималној 21 m).

## Демографија
| 1962. | 1968. | 1975. | 1982. | 1990. | 1999. | 2011. |
| ----- | ----- | ----- | ----- | ----- | ----- | ----- |
| 411   | 562   | 810   | 980   | 1.060 | 1.167 | 1.342 |

График промене броја становника у току последњих година